# 美原咲子
美原 咲子（みはら さきこ、1971年6月15日- ）は、日本のAV女優。バルドエージェンシー所属
身長：158cm 、スリーサイズ：B95（Hカップ）・W58・H85。血液型：O型。

## 略歴
千葉県出身。ｃにAVデビュー。2013年園崎美弥と名前を変え、活動を開始している。2022年9月27日、美原咲子（みはら さきこ）に名義を戻しAV活動復活。現在FULLCOhttps://fullco.link/top/に在籍。

## 作品

### アダルトビデオ
2009年
- 欲求不満人妻紹介 #1～#4（7月3日、GLAY'z）他出演:柳田やよい、平澤藤子、倖田みらい
- 巨乳妻の淫穴（7月14日、チャンネル・ヴィ）
- 巨乳人妻を廻す!! 11（7月27日、コロナ社）
- 人妻デリバリー 16（8月7日、クリスタル映像）
- 近親相姦中出し親子（8月20日、センタービレッジ）
- 団地妻のイケナイ昼下がり 17 生中出し（8月25日、TMクリエイト）
- 巨乳フェロモン妻「本番面接」 限界知らずの連続絶頂「イク・イク・イク～」（8月26日、コロナ社）
- 個人授業 ～憧れのおばさん 美原咲子 38歳～（8月27日、センタービレッジ）
- お母さんのすべて（9月1日、ABC/妄想族）
- お母さんに叱られて（9月5日、ルビー）
- 完全盗撮 回春マッサージで春を売っていた人妻たち volume.8（9月5日、ラハイナ東海）他出演:森宮亜希、大塚美雪、唯沢まひる
- 近親相姦 息子が母を調教したビデオ 3（10月10日、ラハイナ東海）他出演:風間ゆみ
- 他人棒に寝取られた妻 3（10月15日、グローリークエスト）
- 禁断の義母（10月16日、アカデミック）
- 下宿屋の痴母 2（10月18日、ソルト・ペッパー）
- 高級ソープへいらっしゃい 24（10月23日、クリスタル映像）他4名出演
- 人妻温泉 癒し系 27（10月23日、クリスタル映像）他5名出演
- 巨乳妻の不倫密会 艶美な人妻のフェロモンに酔う男（10月28日、コロナ社）
- 37歳健康美お母さんの性癖は競泳水着でハメ狂うこと（11月19日、エンペラー/妄想族）
- 俗に言う、具合のイイ女。01（11月20日、プレステージ）
- 浮気妻の実態!7人の人妻たち!!生中出し 団地妻スペシャル!!9（11月25日、TMクリエイト）他6名出演
- 近所のドSオバサンのM大学生への接吻と愛ある虐め（12月3日、グローリークエスト）
- 次長と課長。 負けず嫌いな女上司の弱肉強食派閥闘争（12月3日、タカラ映像）共演:風間ゆみ
- 母子交尾 ［甲州御坂路］（12月5日、ルビー）
- 豊満パイズリ母の肉感マッサージ（12月17日、センタービレッジ）
- 派遣妻株式会社（12月18日、なでしこ）
- 変態レズたちの夏 ハレンチファック（12月25日、ながえスタイル）共演:柳田やよい、保坂友利子
- 熟女ヒロイン Vol.23（12月25日、ギガ）

2010年
- 近親相姦 ド淫乱母の貪欲な性欲（1月1日、VENUS）
- ザ・タブー家族 義母がすけべで身がもたない 31（1月8日、東京音光）
- 憧れのおばさん 個人授業 美原咲子（1月19日、MARIA）
- 中出しソープ 麗しの熟女湯屋 童貞君ヌルヌル性教育（1月20日、グローバルメディアエンタテインメント）
- 熟母の告白 ～息子に溺れていった女～（1月25日、マドンナ）
- 凌辱的快感（1月28日、センタービレッジ）
- 【近親相姦シリーズ】 継母～ままはは～ 二十五（1月30日、ドリームステージ）他出演:堀内あけみ
- 母さんに夜這い（1月30日、小林興業）
- 痴悦!泥酔Hカップの美乳妻（2月1日、VENUS）
- 相姦母子 女と母の狭間に揺れる痴悦に満ちた妄想。（2月6日、ルビー）
- 近所の後家さん中出し（2月18日、AROUND）
- 母娘姦（おやこどんぶり）3家族の事情4時間（2月19日、妄想族）他出演:山口智美、木村よしの
- 母の秘密（2月25日、マドンナ）
- 近●相姦 義母の膝枕（2月26日、なでしこ）
- 息子に揉まれ含みの母（3月4日、タカラ映像）
- 働く美人妻 現役エステティシャン咲子さん32歳（3月19日、なでしこ）
- ドS熟女に責め続けられたM男 3（3月25日、未来・フューチャー）共演:菊川麻里
- お母さんと叔母さんとお父さんと僕 大近親相姦（3月25日、センタービレッジ）共演:高島恭子
- 愛する息子のために… ～お受験ママの肉体面談～ 美原咲子（3月25日、マドンナ）
- 童貞肉棒が大好物な熟女に射精後も亀頭がとれるまでカリ首をイジリ回された。（4月2日、映天）他4名出演
- 美熟女妖艶中出し姦 美原咲子（4月3日、ルビー）
- 熟した女のふたなりな関係 7（4月15日、ジャネス）共演:菊川麻里
- 尻コキ妻（4月16日、SEX Agent）他5名出演
- 妻の妹 ～背徳の家庭内盗撮～ 美原咲子（4月25日、マドンナ）
- シゴいてあげないIV ～ビキニブリーフ焦らし（4月25日、アロマ企画）他出演:神城あおい
- 熟女にパンスト! 4（5月5日、ジャネス）
- 友人の母（5月13日、溜池ゴロー）
- 巨乳母娘どんぶり ～禁断の家庭内調教～（5月15日、STAR PARADISE）共演:水城奈緒
- 巨乳巨尻妻 ～わたしの全部、撮ってください～（5月17日、なでしこ）
- 寝取られ夫の前で男と犯る痴妻（5月19日、エマニエル）
- 癒しの未亡人 ～疲れた中年男を優しく包む中年ラブストーリー～（5月21日、虎堂）
- 義母さん、そのスケベな手で僕のチ●ポをシゴいてよ。（5月25日、マドンナ）
- ママとぼくのひみつ お風呂でママと一緒にボディ＆ソープしよ（6月4日、映天）他出演:高島恭子、国沢百合香、平山薫
- 旦那の弟を誘惑する美人妻 5 ～義理の弟と犯る女房～（6月5日、ジャネス）
- 僕にだけ優しい咲子ママ（6月7日、Fitch）
- 黒人巨大マラ VS 美原咲子 中出し破壊絶叫バズーカ（6月10日、グローバルメディアエンタテインメント）
- 私…胸が感じ過ぎて困るんです…（6月13日、溜池ゴロー）
- 非日常的悶絶遊戯 セックスはすっかりご無沙汰な女教師、咲子の場合（6月25日、AVS）
- ストリップ劇場で舞う母（7月25日、マドンナ）
- 夫の留守に… 淫乱痴女 4（8月5日、ジャネス）
- ボインおばさんの完熟パイズリ（8月20日、SEX Agent）他6名出演
- 近親相姦 巨尻母スワッピング 風間ゆみ 美原咲子（8月25日、マドンナ）共演:風間ゆみ
- スケベな義母に叱られたい 5（9月5日、ジャネス）
- 息子が痴義母を調教する近親相姦 2（9月15日、ジャネス）
- 奥様は痴女4（10月19日、エマニエル）
- 酔わせて犯した友人の妻（10月21日、タカラ映像）
- 続 友達の母親（10月21日、センタービレッジ）
- 「熟女の口はもっと嘘をつく。」 熟雌女anthology #062（10月22日、アウダースジャパン）
- 三十路、美原咲子 DX 4時間 すべらない11シーン（11月1日、エマニエル）
- 美熟女さんの手コキ、足コキ、尻コキでイカされてみませんか!? 2（11月9日、ラハイナ東海）
- 肉欲な痴熟女 5 デカ尻エロ乳で犯してあげる!（11月19日、映天）
- 素人わけあり熟女生中出し 025（11月30日、プラム）
- とにかく痴女 7 美原咲子4時間（12月2日、乱熟）
- 美原咲子大全集（12月16日、センタービレッジ）
- AV女優出張ヘルス ハッピーマットパラダイス（12月19日、イエロー）
- 人妻宅配致します 4（12月25日、ビッグモーカル）他出演:Roco、小峰由衣

2011年
- 母娘凌辱 美熟鼻と娘のアナル3（1月1日、シネマジック）共演:桃井早苗
- 美原咲子でござひます。 4時間（1月6日、タカラ映像）
- 嫁姑レズ調教 ～嫉妬に震える姑の深淵な罠～（2月7日、マドンナ）共演:水嶋あずみ
- エロい躰の巨乳妻を犯す レイプされても潮を吹く淫ら穴（2月23日、コロナ社）
- 美熟母の激エロ手コキでしごかれザーメン発射（4月22日、ケンシロウPROJECT）
- 美脚お姉さんの顔騎足コキで射精するM男（6月10日、ケンシロウPROJECT）
- ｢アクメの特盛り4人前!｣ 限界知らずの巨乳妻達 2（11月24日、コロナ社）

2012年
- 騎乗位好きの巨乳妻達…  ｢揺れ乳房｣  激しい腰振り・卑猥な音も刺激的!（6月22日、コロナ社）
- ワインを飲むと淫乱の血が騒ぐ美熟妻・咲子40歳  ｢アソコが火照って疼くの早く入れて～｣（8月23日、コロナ社）

2013年
- 人妻中出しレイプ 7  ｢穴からあふれる男汁｣  何度もイカされドクドク生中出し（4月24日、コロナ社）
- 不倫の温床!! 社内の男と肉欲をむさぼる人妻達社内不倫は誰にもチャンスが…（11月22日、コロナ社）

2014年
- お下品! ガニ股フェラ（12月19日、SEX Agent/妄想族）※「園崎美弥」名義

2018年
- もう後戻りできない、激しく求め合う母と犯した過ち…（11月23日、なでしこ）

2019年
- 私、いくらになりますか…?（11月23日、ビッグモーカル）

2022年
- 美原咲子 電撃復活 欲望を解き放つ本気イキSEX 3本番Special 引退から8年、レジェンド美熟女が再降臨―。（9月27日、MONROE）
- 我が家の美しい姑  美原咲子（10月27日、センタービレッジ/花園）
- 母子交尾【会津水無川路】 美原咲子（11月15日、RUBY）

2023年
- 新・麗しの熟女湯屋 濃厚ねっとり高級ソープ 美原咲子（1月24日、グローバルメディアエンタテインメント）
- 本当にあった全裸旅館26 ネットの評判を過剰に意識しすぎた結果、行き過ぎたおもてなしで男の欲望のすべてを満たしてくれるエロ過ぎる温泉旅館 美原咲子 染谷さとみ 桃川れな（2月7日、RUBY）
- 欲求不満のI-cup最高級熟成肉の人妻に媚薬飲ませたら白目ひんむいて絶頂イカレポンチ最強熟女爆誕!! 美怜 (50歳)（4月12日、MERCURY）
- エロすぎる巨乳義母が父さんに内緒で僕を誘惑して来てもうアカン。瑞枝 (53歳)（4月18日、乳と母/エマニエル）
- セックスレス30年のセレブ爆乳奥さま、緊急出演。子供を産んだとは思えない奇跡のI-cupグラマラスボディ 万里加 (53歳)・横浜市在住（6月12日、MERCURY）
- 熟れた肉体で誘惑してくる底なしの性欲をもつ痴女すぎる叔母さん 美原咲子（6月20日、KSB企画/エマニエル）